# Chamaedorea rossteniorum
Chamaedorea rossteniorum là loài thực vật có hoa thuộc họ Arecaceae. Loài này được Hodel, G.Herrera & Casc. mô tả khoa học đầu tiên năm 1997.